# Градовци
Градовци (мкд. Градовци) су насеље у Северној Македонији, у северном делу државе. Градовци припадају општини Зелениково, која окупља југоисточна предграђа Града Скопља.

## Географија
Градовци су смештени у северном делу Северне Македоније. Од најближег већег града, Скопља, насеље је удаљено 30 km југоисточно.
Насеље Градовци је у оквиру историјске области Торбешија, која се пружа јужно од Скопског поља. Насеље је смештено ма брдима изнад приобаља Вардара. Јужно од насеља се издиже планина Китка. Надморска висина насеља је приближно 560 метара.
Месна клима је континентална.

## Становништво
Градовци су према последњем попису из 2002. године имали 2 становника.
Претежно становништво у насељу су етнички Македонци (100%).
Већинска вероисповест је православље.